# Marlotte
Marlotte ist ein vorn offenes Kleid mit einem Stehkragen, das meistens kürzer als ein Rock ist.
Die Marlotte ist eine Art Schaube, die Damen zur Zeit Franz I. erstmals trugen, die aber in der zweiten Hälfte des 16. Jahrhunderts allgemein getragen wurden und sich allmählich zu bloßen Mäntelchen verkürzten.
Erstmals erwähnt wurde die Marlotte und die Berne (eine Marlotte ohne Ärmel) in Rabelais’ Gargantua.
Siehe auch: Liste der Kleidungsstücke